# Abavornis
Abavornis är ett utdött släkte av primitiva fåglar (räknas inte till de egentliga fåglarna) från den yngre kritaperioden, som innehåller den enda arten Abavornis bonaparti, namngiven efter den argentinska paleontologen José Bonaparte.
Fossil av arten hittades i öknen Kyzyl Kum i Uzbekistan. Abavornis bonaparti var troligen ett rovlevande djur som vistades på marken.